# ArenaBowl XXIII
Match précédent Match suivant
Le NAPA Auto Parts ArenaBowl XXIII est un match de football américain en salle entre le champion de la conférence nationale, le Shock de Spokane et le champion de la conférence américaine le Storm de Tampa Bay. C'est la première participation de Spokane, qui vient de remporter l'ArenaCup 2009 de la défunte ligue Af2 et de rejoindre la nouvelle Arena Football League. Tampa Bay en est à son septième Arenabowl et l'a remporté cinq fois (V, VII, IX, X et XVII) ne perdant que l'ArenaBowl XII. Le match a lieu le 20 août 2010 et s'est déroulé au Spokane Veterans Memorial Arena de Spokane, dans l'État de Washington, premier site non neutre depuis 2004 (ArenaBowl XVIII). Le match est diffusé en direct sur NFL Network, ainsi qu'en différé sur Eurosport 2. Le sponsor du match est NAPA Auto Parts. Grâce à sa victoire, Spokane devient la première, et seule, équipe à remporter l'ArenaCup et l'ArenaBowl.

## Sommaire du match
Le match de la saison a tenu ses promesses alors que le Shock a vaincu le Storm dans ArenaBowl XXIII, 69-57. Storm et Shock sont entrés dans l'ArenaBowl avec des statistiques similaires en saison régulière, mais le Shock s’est avéré être la meilleure puissance offensive du premier match des deux franchises dans l’histoire de la ligue.
Le Storm est le premier à frapper, alors que le Eric Ortiz annote un touchdown à la course de 3 yards, quand il reste environ 8:16 au premier quart-temps, pour prendre l'avance, 7-0. Spokane n'est pas loin derrière, cependant, marquant un touchdown à la fin du premier QT, revenant à 7-6. La paire faite par le quarterback Kyle Rowley et le wide receiver Markee White permet à Spokane de marquer quatre touchdown lors du deuxième quart-temps de d'aborder la mi-temps sur le score de 34-28.
Le Shock utilise le troisième quart-temps pour créer lentement une avance, aidée par de nombreuses pénalités infligées au Storm qui a pourtant repris l'avance pour commencer la troisième période. Cependant, Spokane répond par deux autres touchdowns pour se diriger vers la quatrième période sur le score de 48-35. Le quatrième QT est la dernière occasion de Tampa Bay pour réduire l'écart de points, mais Rowley et son corps receveur fiable est trop chaud. Rowley trouve les mains ouvertes de Whittaker, mais aussi d'Ed Ta'amu, qui s'empresse de marquer et d'augmenter l'avance de Spokane à 62-41. Tampa Bay a un dernier touchdown dans la dernière minute, ce qui permet à Spokane de prendre possession du ballon et de regarder les dernières secondes dégringoler en attendant que la foule de 11 017 spectateurs éclate de joie.

## Évolution du score
| Temps           | Description des actions                                                                           | Score E1-E2 | Score E1-E2 |
| --------------- | ------------------------------------------------------------------------------------------------- | ----------- | ----------- |
| 1er Quart-temps |                                                                                                   |             |             |
| 08:16           | TD de 3 yards à la course par Ortiz (PAT de Rivas)                                                |             | 0-7         |
| 00:00           | TD de 7 yards par Whittaker suite d'une passe de Rowley (PAT de Rowan bloqué)                     |             | 6-7         |
| 2e Quart-temps  |                                                                                                   |             |             |
| 14:43           | TD de 4 yards par White suite d'une passe de Rowley (PAT de Rowan)                                |             | 13-7        |
| 10:34           | TD de 4 yards par White suite d'une passe de Rowley (PAT de Rowan)                                |             | 20-7        |
| 05:49           | TD de 1 yard à la course par Ortiz (PAT de Rivas)                                                 |             | 20-14       |
| 00:57           | TD de 15 yards par White suite d'une passe de Rowley (PAT de Rowan)                               |             | 27-14       |
| 00:34           | TD de 7 yards par Rubin suite d'une passe de Dietz (PAT de Rivas)                                 |             | 27-21       |
| 00:15           | TD de 6 yards à la course par Royal (PAT de Rivas)                                                |             | 27-28       |
| 00:00           | TD de 22 yards par White suite d'une passe de Rowley (PAT de Rowan)                               |             | 34-28       |
| 3e Quart-temps  |                                                                                                   |             |             |
| 14:53           | TD de 5 yards à la course par Ortiz (PAT de Rivas)                                                |             | 34-35       |
| 11:12           | TD de 1 yards à la course par Rowley (PAT de Rowan)                                               |             | 41-35       |
| 04:40           | TD de 30 yards par Whittaker suite d'une passe de Rowley (PAT de Rowan)                           |             | 48-35       |
| 4e Quart-temps  |                                                                                                   |             |             |
| 14:53           | TD de 13 yards par Whittaker suite d'une passe de Rowley (PAT de Rowan)                           |             | 55-35       |
| 12:02           | TD de 10 yards par Timmons suite d'une passe de Dietz (PAT manqué de Rivas)                       |             | 55-41       |
| 08:59           | TD de 4 yards par Ta'amu suite d'une passe de Rowley (PAT de Rowan)                               |             | 62-41       |
| 07:17           | TD de 8 yards par Edwards suite d'une passe de Dietz (conversion de 2 pts par Dietz pour Timmons) |             | 62-49       |
| 01:24           | TD de 4 yards par Whittaker suite d'une passe de Rowley (PAT de Rowan)                            |             | 69-49       |
| 00:44           | TD de 4 yards par Edwards suite d'une passe de Dietz (conversion de 2 pts par Ortiz)              |             | 69-57       |

## Les équipes en présence
| Joueur             | Position | Université                  |
| ------------------ | -------- | --------------------------- |
| Mervin Brookins    | DB       | Sacramento CC (CA)          |
| Richard Clebert    | OL/DL    | South Florida               |
| Jeremy Geathers    | DL,DE    | Nevada-Las Vegas            |
| Branden Hall       | OL/DL    | Troy State (AL)             |
| Tito Hannah        | DL,DL,DE | South Carolina State        |
| Clay Harrell       | OL/DL    | Northern State (SD)         |
| Adam Juratovac     | OL/DL    | Toledo                      |
| Shaun Kauleinamoku | WR       | Western Oregon              |
| Brandon Leyritz    | OL/DL    | Washington                  |
| Antwan Marsh       | LB       | Pikeville (KY)              |
| Ben McCombs        | OL/DL    | Mid-American Nazarene (KS)  |
| Kevin McCullough   | FB/LB    | Cincinnati                  |
| Erik Meyer         | QB       | Eastern Washington          |
| Rod Mosley         | DB       | Texas A&M-Kingsville        |
| Will Mulder        | DB       | Campbellsville College (KY) |
| Harrison Nikolao   | OL/DL    | Eastern Washington          |
| Greg Orton         | WR       | Purdue                      |
| Quorey Payne       | WR/DB    | Southern Illinois           |
| Al Phillips        | DB       | Wagner                      |
| Aaron Robbins      | FB/LB    | Wyoming                     |
| Taylor Rowan       | K        | Western Illinois            |
| Kyle Rowley        | QB       | Brown                       |
| Emery Sammons      | WR       | Norfolk State               |
| Ed Ta'amu          | OL       | Utah                        |
| Alex Teems         | WR/DB    | Washington State            |
| Eddie Thompson     | WR/DB    | Idaho State                 |
| James Todd         | DB       | Baylor                      |
| Jerry Turner       | DL       | Tennessee Tech              |
| Raul Vijil         | WR/DB    | Eastern Washington          |
| Markee White       | WR       | Texas State                 |
| Huey Whittaker     | WR       | South Florida               |
| Travis Williams    | DB       | East Carolina               |
| Brian Zbydniewski  | QB       | Belhaven (MS)               |

| Joueur            | Position | Université               |
| ----------------- | -------- | ------------------------ |
| Emmanuel Akah     | OL,OG    | Winston-Salem State (NC) |
| Dusty Bear        | DL       | Western Kentucky         |
| Deonte Bolden     | WR/DB    | Carson-Newman (TN)       |
| Daryon Brutley    | DB       | Southern Miss            |
| Chad Cook         | FB/LB    | Murray State             |
| Brett Dietz       | QB       | Hanover                  |
| Cliff Dukes       | DL       | Michigan State           |
| Hank Edwards      | WR       | Texas Southern           |
| Jason Geathers    | WR/LB    | Miami (FL)               |
| Michael Hawthorne | DB       | Purdue                   |
| Brandon Hefflin   | DB       | Toledo                   |
| Tom Kaleita       | OL       | Eastern Michigan         |
| Kelvin Kinney     | DE       | Virginia St.             |
| Reggie Lewis      | WR/DB    | Florida                  |
| James McCoy       | DB       | North Carolina A&T       |
| Tim McGill        | DL,DT    | Illinois                 |
| Erick McIntosh    | DB       | Florida Atlantic         |
| Jonathan Ordway   | DB       | Boston College           |
| Eric Ortiz        | FB/LB    | Belhaven (MS)            |
| Robbie Powell     | OL       | Purdue                   |
| Garrett Rivas     | K        | Michigan                 |
| John Roberson     | WR/DB    | Texas A&M                |
| Sedrick Robinson  | WR/DB    | Kentucky Wesleyan        |
| Terrence Royal    | FB/LB    | South Florida            |
| DeAndrew Rubin    | WR       | South Florida            |
| Cleannord Saintil | WR/DB    | Middle Tennessee State   |
| Lawrence Samuels  | WR/LB    | Livingston (AL)          |
| Jermaine Smith    | DT       | Georgia                  |
| Tyrone Timmons    | WR       | Mississippi Valley State |
| Drew Weatherford  | QB       | Florida State            |
| Jacob Willis      | WR/DB    | Illinois                 |

## Statistiques par équipe
| Données                   | Tampa Bay | Spokane |
| ------------------------- | --------- | ------- |
| 1er Downs                 | 28        | 23      |
| Yards à la course         | 16        | 5       |
| Yards à la passe          | 306       | 237     |
| Fumbles/Perdu             | 1/1       | 0/0     |
| Yards en retour de Fumble | 0         | 31      |
| Pénalités/Yards           | 10/87     | 15/111  |
| Temps de possession       | 27:05     | 32:55   |
| Conversion de 3e Down     | 4/5       | 3/3     |
| Conversion de 4e Down     | 0/0       | X/Y     |